# Wiesenhof (Wüstung)
Wiesenhof war ein Ort bei Frankfurt am Main, südlich dem Hofgut Goldstein gelegen, heutiger Standort der Siedlung Frankfurt-Goldstein. Der Ort ging vermutlich um das Jahr 1787 unter und wurde zur Wüstung. Wiesenhof lag auf einer Höhe von 96 Metern über NN.

## Verwaltungsbezirk
Wiesenhof bestand wohl nur etwa 90 Jahre lang und lag etwa sieben Kilometer südlich von Goldstein. Die Gemarkung gehörte seit dem Jahr 1608 zum Kurfürstentum Mainz und dort zum Amt Höchst bzw. zum Oberamt Höchst/Königstein. Ab 1803 wurde sie Nassau-Usingen zugeschlagen.

## Besitzverhältnisse
Ein Vertrag zwischen der Stadt Frankfurt und dem Erzbischof von Mainz im Jahre 1607 regelte die Besitzverhältnisse für das Gebiet zwischen den Dörfern Niederrad und Schwanheim. Der Erzbischof ließ das Gebiet entwässern. Im Jahr 1803 gelangte das Gelände von Wiesenhof mit dem Reichsdeputationshauptschluss an das Fürstentum Nassau-Usingen; sechs Jahre später ging es durch Verkauf in Privatbesitz über.